# 乃木絢愛
乃木 絢愛（のぎ あやめ、1999年10月20日 - ）は、日本のAV女優。ティーパワーズ所属。

## 略歴
2021年8月、プレステージの専属女優としてAVデビュー。2022年5月23日にプレステージ卒業をTwitterで報告。翌月よりSODクリエイト専属となる。
2023年1月、本中やMOODYZなどを運営する映像制作会社WILLの専属女優になったことを自身のTwitterで報告。

## 人物
福岡県出身。
趣味はスポーツ観戦（ボートレースなど）、特技はマッサージ。

## 作品

### アダルトDVD
- 新人 プレステージ専属デビュー（8月6日、プレステージ）
- 顔射の美学 16（9月3日、プレステージ）
- 新・絶対的美少女、お貸しします。 ACT.108（10月1日、プレステージ）
- 天然成分由来 乃木絢愛 汁120% 73（11月5日、プレステージ）
- 風俗タワー 性感フルコース 3時間SPECIAL ACT.38（12月3日、プレステージ）

- 女子マネージャーは、僕達の性処理ペット。 042（1月7日、プレステージ）
- 乃木絢愛の極上筆おろし 45 童貞ガチ素人3名!! 濃厚サポートで童貞感涙!（1月7日、プレステージ）
- ※胸糞NTR 最悪の鬱勃起映像 幸せを約束した大好きな彼女がおっさんに寝取られて、壊されました。（3月4日、プレステージ）
- 【プレステージ20周年特別企画】 SEXの逸材。×乃木絢愛（4月1日、プレステージ）
- 乃木絢愛 なまなかだし 43（5月6日、プレステージ）
- 洗脳錠 あなたの心の部屋を模様替え 乃木絢愛（6月23日、SODクリエイト）
- パパ活で女子生徒に騙された被害者10人が恨みを晴らすため、拉致して逆襲レ×プ! 孕ませプレスで男達から子種精子を何度も注入され妊娠確定!! 乃木絢愛（7月21日、SODクリエイト）
- 婚約者にフラれ帰省した僕。『いつまでウジウジしちょんの?』九州の実家に暮らす幼馴染が連続ヌキ全肯定バキュームフェラで悲しみも精子もぜ〜んぶ吸い取ってくれた10発射精 乃木絢愛（9月22日、SODクリエイト）

- 絶対に感じるわけないP活キモハゲ親父のチ●ポがドストライクすぎて…子宮堕ち種付けプレスでおかわり中出し性交 乃木絢愛（2月28日、本中）
- 超高級中出し専門ソープ 乃木絢愛（5月2日、MOODYZ）
- バイト先のクソ不マジメなギャルを媚薬漬け従順キメセク肉便器にしてやった 乃木絢愛（5月2日、ワンズファクトリー）
- 競泳水着インストラクター失禁中出し鬼畜レイプ 乃木絢愛（7月4日、アタッカーズ）
- 10年前にレイプした女の事が忘れられず、出所後、俺は再びあの女をレイプする事にした。 乃木絢愛（8月1日、アタッカーズ）
- 年下の若き精子を一滴残さず搾り取る淫乱中出しデート 圧倒的女性上位SEX 乃木絢愛（10月27日、KANBi）
- 教え子で愛人の二人が「どちらか一人を選んで…!!」と懇願してきたので、極上の奉仕と最高の中出しSEXで朝まで競い合わせてみた―。 胡桃さくら 乃木絢愛（11月14日、マドンナ）
- 乃木絢愛 レズ解禁 ～兄夫婦の秘密～ 乃木絢愛 川越ゆい（11月23日、アイエナジー）
- 派遣マッサージ師にきわどい秘部を触られすぎて、快楽に耐え切れず寝取られました。 乃木絢愛（11月28日、ダスッ!）
- 下着モデルをさせられて… カメラマンとNTR性交 乃木絢愛（12月8日、人妻花園劇場）
- 【童貞君を探し出して筆おろしセックス出来たら100万円!?】 親友の素人娘2人が童貞求めてはじめての逆ナンパ!! SNS、マッチングアプリもフル活用!! 見つけ出した童貞ち●ぽを奪い合うハーレム筆おろし! 生中しすぎてキンタマ枯渇!! 4（12月8日、赤面女子）
- アパレルスタッフ粘着盗撮 強襲生ちん串刺しチカン（12月8日、ハラスメント）
- 土下座敗北捜査官 プライド高きエリート捜査官が屈辱の土下座敗北に堕ちるまで… 乃木絢愛（12月12日、ROOKIE）
- ガチナンパ! 成功報酬100万! 男女の友達同士は欲情しないのか? 検証ゲーム 快感・興奮には敵わない?（12月15日、ピーターズ）

- 恥じらいたっぷり素人女子大生カップルが挑戦! なりきりダッチワイフカップルゲーム! 彼氏が見ている目の前でイケメンAV男優に耳元で甘い吐息を吹きかけられ、見つめられながら全身まさぐられ、激ピストンされても彼女が動かなければ賞金30万!（1月26日、赤面女子）
- セクハラ接骨院 就活中の隠れ巨乳のリクスー女子4名 脱いだらスタイル抜群! セクハラマッサージ→生刺し!（1月26日、ハラスメント）
- クラブで見つけたギャルをメス堕ち調教させて完全口マ●コ性奴●化! 美顔をネバ液と涙に濡らした… 俺専用チクフェラペット 乃木絢愛（2月13日、ABC/妄想族）
- 完全顔出し現役ナースをガチナンパ! 白衣の天使がEDに悩む男を改善! ギン勃ちしたら喜んで中出しセックスまでさせてくれました! 7（3月7日、アイエナジー）
- ギャルJ系に監禁されて、ざこざこざぁ～こと罵られて大人のプライドを打ち砕かれて逆レ搾精されまくった 乃木絢愛（3月19日、かぐや姫Pt/妄想族）
- 地方局女子アナガチナンパ 地上波収録直後に奇跡のAV出演→包茎男子と連続生中出しSEX（3月22日、赤面女子）
- マグロを極めた超絶塩対応。 乞●の分際でお高くとまった港区パパ活美女達を徹底的に理解らせる種付けWレ×プ 美咲かんな 乃木絢愛（4月1日、ROOKIE）
- ノーハンドフェラは奴隷の証! 11 手を使わずにフェラチオする11人の素人娘（4月9日、かぐや姫Pt/妄想族）
- マジックミラー号 ハードボイルド in 錦糸町 賞金30万円 or 罰ゲーム 即ハメ中出し街ゆく素人娘が挑戦する潮吹き的当てチャレンジ!（4月25日、サディスティックヴィレッジ）
- 百仁花が初レズでイクッ! ずっとレズがシてみたかった! 緊張と興奮の初レズファック! 乃木絢愛と本気のレズ解禁ドキュメントで女の子とのSEXが良すぎて蕩けまくり。もう男には戻れないかもしれない幸福絶頂レズビアン（5月14日、ビビアン）
- ブーツの美魔女とナマ交尾 即ズボチ〇ポの快感に美貌が蕩ける… あやめさん28歳（5月21日、有閑ミセス/エマニエル）
- アナルのシワの数までハッキリわかる! スティックローター連続絶頂アナル見せオナニー（5月23日、アイエナジー）※配信作品「アナルのシワの数までハッキリわかる! スティックローター連続絶頂アナル見せオナニー 乃木絢愛」(IENFH-34506)を収録。
- どこでもおしっこ! 素人娘の大放尿28人 スロー再生でじっくり鑑賞できるマニア向け映像 9（6月4日、かぐや姫Pt/妄想族）
- 丁寧語で男を犯すコスプレW痴女 新村あかり 乃木絢愛（6月18日、ミル）
- 彼女達は、何も語らない―――。 オジサンに会いに行く少女たち アヤメとミナ（6月18日、無垢）
- 素人なのにディルドオナニーで激しく感じちゃう一般人娘 13（6月25日、かぐや姫Pt/妄想族）
- セクハラママさんバレー! 9 ハイレグブルマ姿の人妻10人が挑む過酷なエロトレーニング（7月9日、かぐや姫Pt/妄想族）
- シロウト女子図鑑 真正中出しナンパ! 凄腕ナンパ師のHOWtoトークを完全収録! タダマン狙う男のバイブル! 4 【4人収録全員クソエロかわいい保証】（7月12日、赤面女子）
- マジックミラー号 ハードボイルド 水泳部女子体育大生限定! 競泳水着と美肌の隙間でチン★コキさせてもらえませんか? デカチンでオマ〇コの際ギリギリを刺激され、いつの間にか火照った身体は、自分から生挿入までおねだりしてしまうのか?（8月8日、サディスティックヴィレッジ）
- 手を使わないでしゃぶって欲しい オンナのくちマ〇コは最高の快楽（8月20日、有閑ミセス/エマニエル）
- オナサポ!! 女子○生 着衣で全裸で挑発的ダンス 7（8月27日、かぐや姫Pt/妄想族）
- 男も思わず喘ぐフェラテクAV女優17名の撮り下ろしフェラチオ200分（9月3日、MAX-A）
- 素人バラエティ 耐えたら賞金! ダメならデカマラ即ハメ! 女子大生ガニ股顔面騎乗クンニチャレンジ! 敏感なクリの皮を剥かれデロデロに舐められ膣穴に舌を捻じ込まれガックガック絶頂イキ潮噴出しまくり!! 発情ナマオメコに、中出し合計12発! 7（9月26日、サディスティックヴィレッジ）
- 絢愛に鉄槌、黒パンストマングリ拘束激ハメ! 乃木絢愛（10月22日、ミル）
- 【個撮】どこでもフェラ 17  11人（11月5日、かぐや姫Pt/妄想族）
- バブみある清楚な奥様がおっぱいチューチュー吸わせておチ●ポをよちよち甘やかし射精させる授乳手コキ美人奥様30人ほぼ5時間ww（11月8日、赤面女子）
- 緊縛調教妻 夫の友人が営む温泉宿で寝取られた若妻。嫌がりながらも悶え感じてしまう縄調教 乃木絢愛（11月12日、グローバルメディアアネックス）
- 定額料金でいつでもどこでもサブスク性交!! この会社では定額料金を支払えば女子社員全員ところ構わずハメ放題!（11月21日、FALENO TUBE）
- 素人おま○こくぱぁ観察 5 -人妻編- 輝くビラビラが透けて見えそうなほど4Kカメラ超接写至近距離で照れイキオナニー30ま○こ295分（11月26日、S級素人）

- 出所直後の巨根男に自宅に居座られ服役中に溜まりまくった精子を夫の目の前で明け方まで何発もぶち込まれた妻 乃木絢愛（2月11日、JET映像）
- ―SEXが溶け込んでいる日常― 「常に性交」記者会見（3月6日、SODクリエイト）
- 彼氏無し一人暮らし女の性欲は限界突破!! 性交を求める体は訪問業者を誘惑、誰でもいいから発散したい!（3月21日、DOC）

### アダルトVR
- 「お兄ちゃん大好き」【本物J○専門店! 時間無制限! 発射無制限!】美巨乳ルーズソックスJ○の献身ご奉仕フルコース! 【即尺・洗体・ルーズ足コキ】一生懸命ご奉仕してくれるS級女子○生の早漏マ○コに【足コキ・口内射精・中出し3発射】ゴムNG中出しOK高級ソープ 乃木絢愛（9月25日、こあらVR）
- 射精障害に苦しむ男性をささやき淫語で最高のオーガズムに導く射精コンシェルジュ 乃木絢愛（11月19日、KMPVR）
- 自宅へ連れ込んで男を喰いまくる同じマンションに住む人妻は申し訳なさそうに潮を吹く 乃木絢愛（12月3日、KMPVR）

- シン・ウェアラブル 付き合って5年、同棲して2年、ボクと絢愛ちゃん 社会人カップルの休日まったりルーティン 気を許しきったDaytimeスローセックス 乃木絢愛（8月19日、SODクリエイト）
- 小さな旅館の今どき若女将（見習い中!） 人懐っこさと華奢なカラダでボクのチ●ポを濃厚接待 肉体が淫らに絡み合う濃密癒しSEX 乃木絢愛（9月12日、SODクリエイト）

### アダルト動画配信
- 【初撮り】【SSS級の超敏感ボディ】【終わりなき潮吹き】極上ボディに極上の感度を兼ね備えた逸材が登場。21歳とは思えないテクニックを魅せつつ肉棒を幸せそうに舐め上げ、奥まで何度も貫かれればハメ潮まで噴射して.. ネットでAV応募→AV体験撮影 1593（7月24日、シロウトTV）

- あめちゃん (erk047)（10月31日、素人ホイホイ）
- キレカワ美女 × おもらし潮連発【あやえもん (キャバ嬢)】 私以外とエッチしない? 絶対ダメだかんね? / 全部舐めてあげたい / 今度はちゃんとあやの中で出して… / 不倫 / 中出し / 口内射精（11月22日、MOON FORCE）
- あやめ & まい (oreco530)（12月1日、俺の素人-Z-）
- A082 (oremo082)（12月6日、俺の素人-Z-）
- はるか (endx462)（12月8日、E★ナンパDX）
- 美人Webデザイナーの本性が突撃撮影で明らかに!!! 衝撃のハメ潮撒き散らしセックス超超超必見!!! Webデザイナー 乃木さん 入社3年目（12月20日、プレステージプレミアム）

- 女子大生・Nさん（仮）(oremo111)（1月10日、俺の素人-Z-）
- あやめちゃん (oreco571)（1月15日、俺の素人-Z-）
- 『中出ししたことない…』人生初の不倫を楽しむ人妻と映えまくり不貞デート! 展望プールで心を癒しホテルでチ●コを頂きます♪ご無沙汰SEXで潮暴発! ケツ筋MAXのグラインド騎乗位! 『一番奥に出してっ!』旦那より先に中出しヴァージンGET!! 潮と精液で濡れ合う濃密3射精! 【あや / 24歳 / 結婚1年目】（1月15日、MOON FORCE WIFE）
- 【立ちんぼ】可愛い顔して性欲強し×噴きまくる潮に警報発令￥イキすぎ警報も発令￥感じ過ぎて男に「何者?」と問うたが、こちらこそ訊きたい謎の美女【あやめ(24)】（1月27日、ゲスヤミ）
- かんな & あやめ (smjp018)（2月4日、素人ムクムク-塩PP-）
- 足●区自己破産妻N (smjj016)（2月13日、素人ムクムク-弱点-）
- L●FT女子社員 A & K (smjk015)（2月26日、素人ムクムク-クスリ-）
- 乃木アナ (oreco639)（3月9日、俺の素人-Z-）
- アナルのシワの数までハッキリわかる! スティックローター連続絶頂アナル見せオナニー 乃木絢愛 (ienfh34506)（3月22日、アイエナジー）
- アヤメ & ミナ (smuw021)（5月7日、素人ムクムク-W-）
- あやめ (refuck083)（5月29日、Re:Fuck）
- 野木 (oremo209)（6月19日、俺の素人-Z-）
- N・A (oreco758)（7月3日、俺の素人-Z-）
- あやめ (ad130)（7月12日、アイドリ）
- あやめ (ion204)（8月3日、ION イイ女を寝取りたい）
- 【NTR希望】結婚を目前に控えた美人OL。ネトラレ好きの彼の頼みで仕方なく3P性交を了承!w 出世頭の彼氏との婚約を決め幸せ絶頂の彼女が他人棒で何度もマ○コ絶頂してしまう衝撃のSEX記録。 かなん（11月29日、まんまんランド）
- 【最強ボディの爆美女ペアと4P乱交フェス開催! 2.5濃厚SP!】 ノリよし! 乳よし! お尻よし! 3拍子揃った極上ギャルズ! 泡泡おっぱいに包まれる超快感神テク責めに射精不可避!! ハメ潮イキ潮大洪水のエンドレス絶頂!! ハメ外しまくりの極上パーティーでガッツリ8射精!! 【シン・ナンパ】【のぞみ あや】（12月20日、街角シロウトナンパ）

- 【ギャル系女子の秘密のパパ活・ゆいあちゃん】スレンダー巨乳の誘惑に溺れる! 潮吹きまみれのGカップを激ピストンで中出し三昧!（2月28日、まんまんランド）
- 好きバレしまくってる男に今日も抱かれる不器用女：あや (25)【女がハマる甘い沼】（4月3日、しろうとまんまん沼）
- 絢愛 (ewdx527)（4月4日、E★人妻DX）
- Aちゃん (smuc155)（6月8日、素人ムクムク-夢中-）

### イメージDVD / BD
◎はBD版発売作品。
- Ayame 絢爛鮮麗チャーミング（2022年3月3日、REbecca）◎
- すきっちゃんね 乃木絢愛（2024年5月28日、oldman par）◎

### 写真集
- 乃木絢愛写真集 すきっちゃんね（2024年5月24日、ジーウォーク、撮影：矢野力）ISBN 978-4-86717-703-7 [5]

### デジタル写真集
- PRESTIGE POSE MESSAGE 乃木絢愛 01（7月7日、プレステージ出版）

- れいむ 乃木絢愛 vol.01～vol.4（6月14日、ジーウォーク、撮影：矢野力）
- PRESTIGE POSE MESSAGE 乃木絢愛 02（7月26日、プレステージ出版）
- PRESTIGE POSE MESSAGE 乃木絢愛 03（8月2日、プレステージ出版）
- PRESTIGE POSE MESSAGE 乃木絢愛 04（8月9日、プレステージ出版）
- PRESTIGE POSE MESSAGE 乃木絢愛 05（8月16日、プレステージ出版）
- PRESTIGE POSE MESSAGE 乃木絢愛 06（7月12日、プレステージ出版）
- PRESTIGE POSE MESSAGE 乃木絢愛 07（7月19日、プレステージ出版）
- PRESTIGE POSE MESSAGE 乃木絢愛 08（8月23日、プレステージ出版）

## 出演

### ウェブテレビ
- 鶴瓶&ナイナイのちょっとあぶないお正月2025（2025年1月1日、ABEMA）- 地面師たち美女[6]、おせち重箱美女（くろまめ）役